# Charsadda
Charsadda (Urdu: چارسڈّہ) é uma cidade do Paquistão, capital do distrito de Charsadda, província da província Caiber Paquetuncuá.
Charsadda está situada a 27 Km de Pexauar.

## História
A história recente de Charsadda pode ser relatada a partir do século VI a.C. Foi a capital de Gandara do século VI a.C. ao século II a.C.. O antigo nome de Charsadda foi Pushkalavati, o que significa "Cidade de Lótus". Foi o centro administrativo do reino de Gandara. Muitos invasores têm governado esta região em épocas diferentes da história. Estes incluem os persas, os gregos de Alexandre, o Grande, os Indo-gregos, os guptas, os máurias, os Indo-citas, os partos, os cuchãs, os hunos brancos, e os turcos.
Charsadda é contígua à cidade de Prang (cidade de onças-pintadas) e estes dois locais foram identificados pelo historiador britânico Alexander Cunningham como a Pushkalavati antiga, capital da região na época da invasão de Alexandre, e chamada pelos historiadores gregos de Peukelaus ou Peukelaotis. Seu chefe (Astes), de acordo com Arriano, foi morto em defesa de um de seus redutos depois de um cerco prolongado por Heféstion. Ptolomeu fixou seu sítio sobre a margem oriental de Suastene ou Suat. No século VII Hiuen Tsiang visitou a cidade, que ele descreve como sendo 100 li (16 ⅔ milhas) a nordeste de Pexauar. Nesse período a cidade foi preterida como capital política em favor de Puruxapura (Pexauar)